# Hiver 1978-1979 en Europe

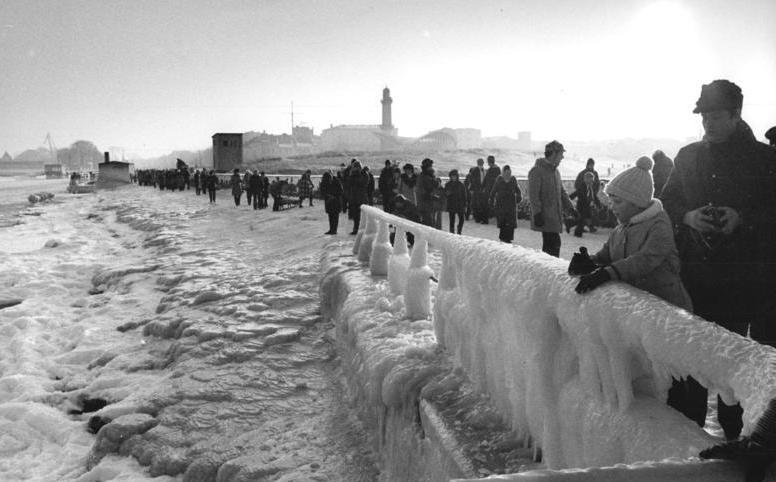
Neige et glace à Rostock-Warnemünde, 9 janvier 1979

L'Hiver météorologique se déroule du 1er décembre au 28 février, donc l'Hiver 1979 se déroula du 1er décembre 1978 au 28 février 1979.
L'Hiver 1979 fut un hiver froid du XXe siècle en Europe. Il se caractérise surtout en Europe de l'Ouest par la brutale arrivée d'une vague de froid durant les deux derniers jours de décembre, accompagnée d'une tempête de neige et de verglas. Il fut également marqué par la plus grande panne d'électricité de l'Histoire de France.

## Synoptique
L'automne 1978 est marqué en Europe par la sécheresse. Les centres de hautes pressions se positionnent en travers du continent, de la France à la Roumanie. Les températures restent proches des moyennes, un peu excédentaires au nord du 50e parallèle, un peu déficitaire au sud du 45e parallèle. L'activité dépressionnaire est faible, et est rejetée au nord du 60e parallèle.

### Première vague de froid et redoux
À partir du 25 novembre 1978, la situation évolue radicalement. L'anticyclone présent sur l'Europe, se retire vers l'Atlantique et rejoint l'anticyclone thermique du Groenland ; tandis qu'une dépression se creuse en Méditerranée Occidentale. Un blocage de type Omega se met en place. L'air polaire, aspiré par la dépression, glisse sur le Flanc Est de la barrière anticyclonique. La première vague de froid frappe la Grande Bretagne puis l'Europe de l'Ouest dans la journée du 25 novembre. Il gèle jusqu'en plaine, et ce gel est permanent, dans plusieurs pays dont la France. Plus à l'Est, notamment en Pologne, le temps reste doux.
La situation météorologique se complexifie à partir du 2 décembre 1978. L'anticyclone s'effondre sur l'Europe du Nord et centrale, et isole une dépression en Méditerranée. La cyclogénèse reprend au-dessus de l'Atlantique, avec des dépressions très creuses. Pour l'Europe de l'Est, le tempe reste froid. Pendant ce temps, à l'Ouest, le temps est doux et très agité. Le 12 décembre, une tempête se produit même.

### Deuxième vague de froid et redoux
Au 14, l'anticyclone s'éloigne toujours plus vers l'Est, vers la Sibérie. Le redoux gagne l'ensemble de l'Europe, et un train de dépressions se succèdent, à l'exception de la Scandinavie, où le froid s'accumule. Pourtant, dès le 15 décembre, l'anticyclone de l'Atlantique évolue de nouveau. Dans la journée du 17, une dorsale anticyclone s'étire vers les îles Britanniques. Un nouveau blocage, de type bloc Rex se met en place. Le flux d'Est amène une vague de froid sec typique de cette situation sur l'Europe Centrale et l'Europe de l'Ouest. Ce temps perdure jusqu'au 21 ou 22 décembre, puis les dépressions atlantiques cassent la barrière anticyclonique. Un temps doux et perturbé se généralise rapidement. Pourtant, l'air froid s'accumule en Europe du Nord, et un anticyclone thermique se constitue au niveau du Spitzberg, avec une dorsale s'étendant jusqu'en Scandinavie. Cet anticyclone commande un important flux d'est-nord-est avec de l'air très froid qui descend jusqu'à la latitude de 54° environ. Les dépressions circulent alors à une latitude méridionale plutôt inhabituelle, et sont oblongue. Au Sud de ces dépressions, le secteur chaud est très étiré, tandis qu'au Nord se produit la convergence entre air doux et air froid.

### Troisième vague de froid
Entre le 30 décembre 1978 et le 2 janvier 1979, l'air froid, en attente au Nord de ces dépressions, s'enfonce vers le Sud, et gagne la Grande-Bretagne dans la matinée du 30, puis la Belgique et l'Allemagne l'après-midi même, le nord de la France dans la nuit du 30 ou 31, et l'ensemble de la France dans la journée du 31. Cette situation synoptique est assez rare pour l'arrivée d'une vague de froid, et en cela 1979 présente la particularité d'avoir expérimenté des manières très diverses d'amener le froid en Europe.
La transition entre les deux régimes de circulation atmosphérique fut brutale. Ainsi, entre la ville d'Orly et la ville de Roissy, 50 kilomètres plus au Nord, la différence de température au 31 décembre vers 16 heures atteint 21 degrés Celsius. À Paris Montsouris, la température chute de 24° en un peu plus de 18 heures. Cette arrivée du froid s'accompagne de chutes de neige et de pluie verglaçante très abondantes.

## Conséquences
Le 19 décembre 1978, la France connaît une panne d'électricité générale, la plus importante à ce jour. Les trois quarts du pays sont privés de courant pendant quelques heures.
Le réveillon de la Saint Sylvestre se déroule dans des conditions climatiques très difficiles, et des milliers d'automobilistes sont pris au piège. En Beauce, les congères atteignent 80 centimètres de haut.
Dans le Sud des Yvelines, les autorités font appel à l'armée pour dégager les localités ensevelies sous la neige.
L'Allemagne, alors divisée en deux pays Est et Ouest, connaît d'importantes difficultés.
En Allemagne de l'Est, les données manquent pour établir un bilan précis et rigoureux. La tempête de neige commence le 28 décembre pour l'île de Rügen, puis s'étend progressivement à l'ensemble du pays. L'Allemagne de l'Est est dans l'ensemble plus touchée que l'Allemagne de l'Ouest. Le réseau électrique, complètement déconnecté du réseau de l'Allemagne de l'Ouest, s'effondre en quelques heures. En effet, un verglas de plusieurs centimètres d'épaisseur et de la neige se conjuguent pour surcharger les lignes. La chute du réseau électrique dans le Nord-Est du pays dure deux jours, plus longtemps pour certaines localités. De plus, les canalisations d'eau gèlent. Des villages sont isolés sans chauffage ni électricité plusieurs jours durant. Il est possible que certaines familles aient vécu plusieurs jours par des températures négatives chez eux. Ainsi, pour Rügen, les autorités ne prennent pas immédiatement en compte l'ampleur de la catastrophe. Toutes communications maritimes et ferroviaires sont coupées. Le 3 janvier, une semaine après la tempête, les chars sont envoyés pour dégager l'île. L'industrie est sévèrement touchée. L'exploitation du  lignite, activité économique majeur de l'Allemagne de l'Est, est particulièrement affectée. Le lignite est en effet riche en eau, et gèle totalement durant cet hiver. Le bilan officiel est de cinq morts.
En Allemagne de l'Ouest, la vague de froid est précédée à la fin du mois de décembre, d'un important redoux qui provoquent des inondations, l'eau de pluie et l'eau de fonte s'associant pour faire déborder les cours d'eau. Pour l'Allemagne de l'Ouest, il est dénombré 17 morts. Les pertes économiques sont estimées à 140 millions de Deutsche Mark